# Роса, Эдриан
Э́дриан Ро́са (англ. Adrian Rosa, род. 17 января 1971 года) — английский профессиональный игрок в снукер.
В сезоне 2004/2005, выиграв WSA Challenge Tour, достиг своего наивысшего рейтинга — № 88. В мэйн-туре выступал крайне неровно и не задерживался больше года. Раз за разом умудрялся возвращаться, однако, с тем же успехом.